# Герои Социалистического Труда Калмыкии
В настоящий список включены:

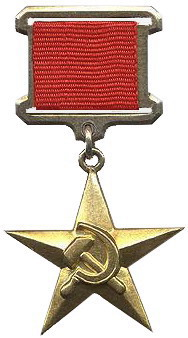
Золотая медаль «Серп и Молот»

- Герои Социалистического Труда, на момент присвоения звания проживавшие на территории современной Калмыкии (в том числе и в период 1944—1957 годов, когда Калмыцкая АССР была упразднена, а территория поделена между соседними регионами, в том числе Астраханской областью* и Ставропольским краем**), —  34 человека;
- уроженцы Калмыкии, удостоенные звания Героя Социалистического Труда в других регионах СССР, — 9 человек;

Вторая часть списка может быть неполной из-за отсутствия данных о месте рождения ряда Героев.
В таблицах отображены фамилия, имя и отчество Героев, должность и место работы на момент присвоения звания, дата Указа Президиума Верховного Совета СССР, отрасль народного хозяйства, место рождения/проживания, а также ссылка на биографическую статью на сайте «Герои страны». Формат таблиц предусматривает возможность сортировки по указанным параметрам путём нажатия на стрелку в нужной графе.

## История
Впервые звание Героя Социалистического Труда на территории современной Республики Калмыкия было присвоено Указом Президиума Верховного Совета СССР от 27 июля 1947 года скотникам мясного совхоза № 107 Приютненского района (в то время — Астраханской области) А. Ф. Долоту, Р. В. Ковалёву и Н. И. Реусу за получение высокой продуктивности животноводства в 1947 году.
Подавляющее большинство Героев Социалистического Труда в области приходится на работников сельского хозяйства — 31 человек; культура, образование — по 1.

## Лица, удостоенные звания Героя Социалистического Труда в Калмыкии
| №  | Фамилия, имя, отчество          | Даты жизни              | Деятельность | Дата присвоения | Отрасль     | Место рождения          | ГС        |
| -- | ------------------------------- | ----------------------- | --- | --------------- | ----------- | ----------------------- | --------- |
| 1  | Андреев Гаха Пюрвеевич          | 27.10.1929 — 03.10.1990 | Бригадир экспериментального хозяйства Калмыцкого научно-исследовательского института мясного скотоводства, Целинный район Калмыцкой АССР | 10.03.1976      | сельхоз     | Малодербетовский район  | [ ГС 1 ]  |
| 2  | Ануфриенко Василий Никифорович  | 1900—1958               | *Старший чабан колхоза имени Сталина Степновского района Астраханской области                                                            | 22.08.1950      | сельхоз     | Целинный район          | [ ГС 2 ]  |
| 3  | Бембишев Эрдне Мендеринович     | 1900—1972               | Старший чабан зерносовхоза № 112 Западного района Калмыцкой АССР                                                                         | 21.08.1959      | сельхоз     | *Ставропольский край    | [ ГС 3 ]  |
| 4  | Босхомджиев Антон Колумбеевич   | 1914—1973               | Старший чабан совхоза «Гашунский» Яшкульского района Калмыцкой АССР                                                                      | 08.04.1971      | сельхоз     | Яшкульский район        | [ ГС 4 ]  |
| 5  | Бурилов Илья Макишевич          | 1909—1987               | Старший чабан племенного завода «Черноземельский» Черноземельского района Калмыцкой АССР                                                 | 22.03.1966      | сельхоз     | Элиста                  | [ ГС 5 ]  |
| 6  | Велегурин Дмитрий Алексеевич    | 1931—1973               | Старший чабан совхоза «Комсомолец» Городовиковского района Калмыцкой АССР                                                                | 22.03.1966      | сельхоз     | *Ставропольский район   | [ ГС 6 ]  |
| 7  | Венецкий Дмитрий Степанович     | 1908—1986               | Старший чабан совхоза № 383 Городовиковского района Калмыцкой АССР                                                                       | 12.03.1965      | сельхоз     | *Ростовская область     | [ ГС 7 ]  |
| 8  | Герасименко Анастасия Андреевна | 07.03.1907 — 10.1980    | *Скотница мясного совхоза «Приозёрный» Министерства совхозов СССР, Никольский район Астраханской области                                 | 17.09.1949      | сельхоз     | *Ростовская область     | [ ГС 8 ]  |
| 9  | Герюшенко Иван Васильевич       | 20.08.1929 — 10.07.1986 | Старший чабан колхоза «Победа» Яшалтинского района Калмыцкой АССР                                                                        | 06.09.1973      | сельхоз     | *Ставропольский край    | [ ГС 9 ]  |
| 10 | Гребенюк Андрей Гаврилович      | 1902—1979               | *Скотник мясного совхоза «Приозёрный» Министерства совхозов СССР, Никольский район Астраханской области                                  | 17.09.1949      | сельхоз     | Городовиковский район   | [ ГС 10 ] |
| 11 | Гребенюк Мария Андреевна        | 13.02.1925 — 31.10.1994 | *Скотница мясного совхоза «Приозёрный» Министерства совхозов СССР, Никольский район Астраханской области                                 | 17.09.1949      | сельхоз     | Городовиковский район   | [ ГС 11 ] |
| 12 | Дедов Фёдор Иванович            | 13.02.1907 — 09.06.1977 | Председатель колхоза «Пролетарская победа» Западного района Калмыцкой АССР                                                               | 21.08.1959      | сельхоз     | *Астраханская область   | [ ГС 12 ] |
| 13 | Дёмкин Владимир Иванович        | 1929 — 17.05.2001       | Комбайнёр колхоза «Южный» Городовиковского района Калмыцкой АССР                                                                         | 23.12.1976      | сельхоз     | Городовиковский район   | [ ГС 13 ] |
| 14 | Долот Андрей Фомич              | 1898—1977               | **Скотник мясного совхоза № 107 Министерства совхозов СССР, Приютненский район Ставропольского края                                      | 27.07.1948      | сельхоз     | *Ставропольский край    | [ ГС 14 ] |
| 15 | Дорджиев Санджи Очирович        | 1928—1975               | Старший чабан совхоза «Ленинский» Целинного района Калмыцкой АССР                                                                        | 12.03.1965      | сельхоз     | Целинный район          | [ ГС 15 ] |
| 16 | Ефентьев Василий Яковлевич      | 1905—1982               | *Скотник мясного совхоза «Приозёрный» Министерства совхозов СССР, Никольский район Астраханской области                                  | 17.09.1949      | сельхоз     | Малодербетовский район  | [ ГС 16 ] |
| 17 | Запариванный Степан Михеевич    | 17.04.1904 — 03.06.1988 | *Старший чабан совхоза «Западный» Министерства совхозов СССР, Степновский район Астраханской области                                     | 01.12.1949      | сельхоз     | *Ростовская область     | [ ГС 17 ] |
| 18 | Ковалёв Родион Васильевич       | 10.05.1915 — 05.08.1971 | **Скотник мясного совхоза № 107 Министерства совхозов СССР, Приютненский район Ставропольского края                                      | 27.07.1948      | сельхоз     | Приютненский район      | [ ГС 18 ] |
| 19 | Корниенко Николай Ильич         | 1898 — 23.12.1972       | *Старший чабан колхоза имени Сталина Степновского района Астраханской области                                                            | 22.08.1950      | сельхоз     | Элиста                  | [ ГС 19 ] |
| 20 | Кугультинов Давид Никитич       | 13.03.1922 — 17.06.2006 | Писатель, общественный деятель, народный поэт Калмыцкой АССР, гор. Элиста                                                                | 26.10.1990      | культура    | Яшалтинский район       | [ ГС 20 ] |
| 21 | Литвинов Иван Иванович          | 16.09.1925 — 1996       | Директор совхоза «Степной» Сарпинского района Калмыцкой АССР                                                                             | 07.12.1973      | сельхоз     | Сарпинский район        | [ ГС 21 ] |
| 22 | Логвиненко Гордей Андреевич     | 1916 — 24.11.1962       | *Старший чабан колхоза имени Молотова Степновского района Астраханской области                                                           | 10.06.1949      | сельхоз     | Целинный район          | [ ГС 22 ] |
| 23 | Лукшанов Егор Шурткаевич        | 10.03.1929 — 30.07.2005 | Старший чабан племенного завода «Черноземельский» Черноземельского района Калмыцкой АССР                                                 | 22.03.1966      | сельхоз     | Черноземельский район   | [ ГС 23 ] |
| 24 | Менкенов Гаря Гакович           | 23.05.1923 — 23.10.2015 | Старший гуртоправ совхоза «Ергенинский» Приозёрного района Калмыцкой АССР                                                                | 08.04.1971      | сельхоз     | Кетченеровский район    | [ ГС 24 ] |
| 25 | Ненашев Павел Николаевич        | 1914 — ????             | Старший чабан совхоза «Большой Царын» Сарпинского района Калмыцкой АССР                                                                  | 22.03.1966      | сельхоз     | *Астраханская область   | [ ГС 25 ] |
| 26 | Очиров Борис Дорджиевич         | 02.05.1903 — 11.11.1988 | Старший гуртоправ племзавода «Сухотинский» Приозёрного района Калмыцкой АССР                                                             | 22.03.1966      | сельхоз     | Кетченеровский район    | [ ГС 26 ] |
| 27 | Попенко Яков Ильич              | 1897—1978               | *Старший чабан колхоза имени Сталина Степновского района Астраханской области                                                            | 10.06.1949      | сельхоз     | *Ростовская область     | [ ГС 27 ] |
| 28 | Прудников Фёдор Михайлович      | 11.01.1899 — 14.02.1987 | **Скотник мясного совхоза № 4 Министерства совхозов СССР, Приютненский район Ставропольского края                                        | 22.10.1949      | сельхоз     | *Смоленская область     | [ ГС 28 ] |
| 29 | Реус Николай Иосифович          | 1890 — 08.03.1969       | **Скотник мясного совхоза № 107 Министерства совхозов СССР, Приютненский район Ставропольского края                                      | 27.07.1948      | сельхоз     | Приютненский район      | [ ГС 29 ] |
| 30 | Семененко Афанасий Андреевич    | 1907—1978               | *Старший чабан каракулеводческого совхоза «Западный» Степновского района Астраханской области                                            | 01.12.1949      | сельхоз     | *Ростовская область     | [ ГС 30 ] |
| 31 | Сергиенко Надежда Георгиевна    | 03.09.1923 — 18.09.1976 | Директор средней школы № 3, гор. Элиста Калмыцкой АССР                                                                                   | 01.07.1968      | образование | *Кировоградская область | [ ГС 31 ] |
| 32 | Ходжгуров Адьян Тюрбеевич       | 10.06.1929 — 06.02.2006 | Старший чабан совхоза имени Х. М. Джалыкова Каспийского района Калмыцкой АССР                                                            | 12.03.1981      | сельхоз     | Лаганский район         | [ ГС 32 ] |
| 33 | Чурюмов Сергей Кугультинович    | род. 1931               | Комбайнёр совхоза «Южный» Городовиковского района Калмыцкой АССР                                                                         | 19.04.1967      | сельхоз     | Городовиковский район   | [ ГС 33 ] |
| 34 | Щепин Тихон Михайлович          | 1904 — 29.02.1984       | *Старший чабан колхоза имени Сталина Степновского района Астраханской области                                                            | 10.06.1949      | сельхоз     | Элиста                  | [ ГС 34 ] |

## Уроженцы Калмыкии, удостоенные звания Героя Социалистического Труда в других регионах СССР
| № | Фамилия, имя, отчество        | Даты жизни              | Деятельность                                                                          | Дата присвоения | Отрасль       | Место рождения         | ГС       |
| - | ----------------------------- | ----------------------- | ------------------------------------------------------------------------------------- | --------------- | ------------- | ---------------------- | -------- |
| 1 | Бувашев Санчур Санджиевич     | 01.04.1930 — 30.03.2000 | Старший чабан совхоза «Крепь» Калачёвского района Волгоградской области               | 22.03.1966      | сельхоз       | Малодербетовский район | [ ГС 1 ] |
| 2 | Егель Каралина Карловна       | 16.04.1925 — 08.12.2000 | Трактористка совхоза «Хлебороб» Алексеевского района Целиноградской области           | 23.06.1966      | сельхоз       | Яшалтинский район      | [ ГС 2 ] |
| 3 | Михайличенко Андрей Петрович  | 1900—1981               | Старший чабан колхоза имени Будённого Апанасенковского района Ставропольского края    | 02.10.1950      | сельхоз       | Приютненский район     | [ ГС 3 ] |
| 4 | Молчанов Дмитрий Яковлевич    | 04.10.1929 — 03.05.2009 | Старший чабан совхоза «Айгурский» Апанасенковского района Ставропольского края        | 08.04.1971      | сельхоз       | Целинный район         | [ ГС 4 ] |
| 5 | Омельченко Яков Андреевич     | 1905—1964               | Скотник колхоза имени Будённого Степновского района Ростовской области                | 13.10.1953      | сельхоз       | Яшалтинский район      | [ ГС 5 ] |
| 6 | Онуфриенко Григорий Андреевич | 03.02.1928 — 22.02.2012 | Комбайнёр госплемзавода «Орловский» Орловского района Ростовской области              | 23.12.1976      | сельхоз       | Целинный район         | [ ГС 6 ] |
| 7 | Перепелятников Яков Иванович  | 04.04.1915 — 21.02.1991 | Тракторист Стахановской МТС Октябрьского района Сталинабадской области                | 03.05.1949      | сельхоз       |                        | [ ГС 7 ] |
| 8 | Точка Алексей Тимофеевич      | 1915 — 19.04.1982       | Первый секретарь Балашовского райкома КПСС, Саратовская область                       | 07.12.1973      | госуправление | Яшалтинский район      | [ ГС 8 ] |
| 9 | Шафоростов Павел Васильевич   | 1913—1978               | Старший табунщик колхоза имени Будённого Апанасенковского района Ставропольского края | 05.08.1948      | сельхоз       | Приютненский район     | [ ГС 9 ] |